# Old Trafford
L'Old Trafford è uno stadio calcistico inglese con sede nella città di Manchester, situato sulla Matt Busby Way dell'omonimo quartiere; dal 1910 ospita le partite casalinghe del Manchester United Football Club.
Soprannominato Theatre of Dreams (in italiano Teatro dei sogni) dal leggendario Bobby Charlton, grazie ai suoi 75.000 posti a sedere è il secondo stadio più capiente d'Inghilterra dopo Wembley e l'undicesimo d'Europa; si tratta, inoltre, dell'unico impianto inglese ad aver ricevuto le 5 stelle dalla UEFA. Nel 2007 ha stabilito il primato di affluenza per una partita del campionato inglese (76.078 spettatori), in occasione di Manchester United-Aston Villa (3-1).
L'Old Trafford è conforme ai requisiti per la sicurezza della struttura e dei suoi sviluppi futuri contenuti nel rapporto Taylor del 1990; è raggiungibile in treno dalla stazione ferroviaria di Piccadilly o con la metrotranviaria di superficie.

## Storia
L'Old Trafford ospita gli incontri casalinghi del Manchester United fin dal 1910, eccezion fatta per gli anni quaranta a causa del bombardamento subito dallo stadio nel corso della seconda guerra mondiale; durante tale periodo, i Red Devils condivisero il Maine Road con il Manchester City, altra squadra di Manchester.
Lo stadio subì varie ristrutturazioni negli anni novanta e negli anni duemila; l'aggiunta di un ordine di gradinate nella North, West e East stands ha riportato l'impianto alla sua originaria capacità di quasi 80.000 spettatori.
Probabili nuovi interventi riguarderanno la costruzione di una seconda gradinata anche nella South Stand (attualmente l'unica tribuna che ne è sprovvista) che porterebbe la struttura a raggiungere 88.800 posti a sedere, mentre con l'aggiunta di un terzo anello si arriverebbe a 92.300 (questo tenendo già in conto che entro il 2020 2.300 posti andranno persi per delle migliorie nei settori dedicati alle persone con handicap).
Il record di spettatori fu registrato nel 1939, quando 76.962 paganti seguirono la semifinale di FA Cup tra Wolverhampton Wanderers e Grimsby Town.

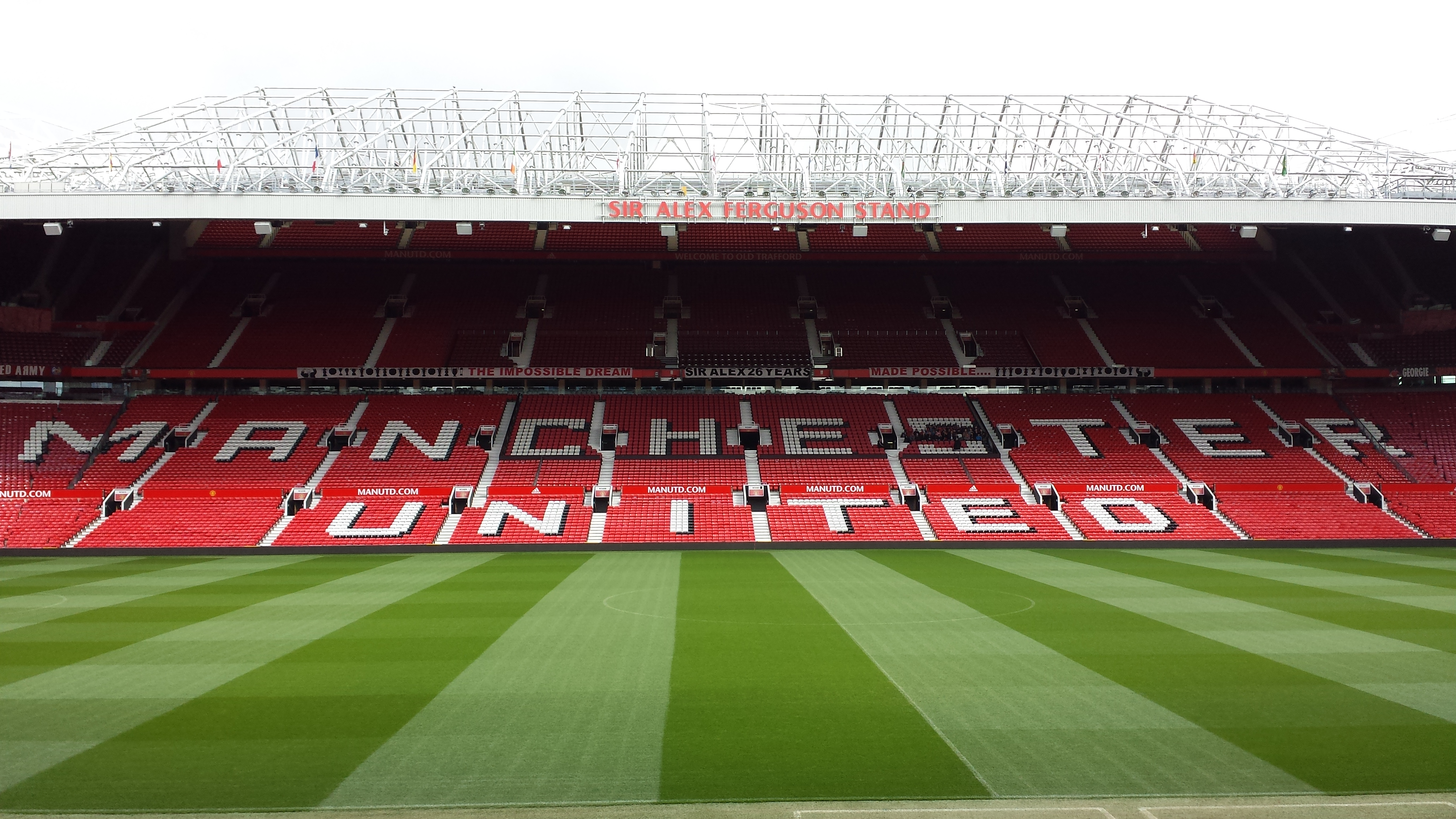
Intitolazione a Sir Alec Ferguson

L'Old Trafford ha ospitato varie semifinali di FA Cup come sede neutrale, ma anche partite internazionali della Nazionale inglese durante la ricostruzione di Wembley, incontri dei Mondiale 1966 e dell'Europeo 1996, oltre alla finale di Champions League 2003.
Oltre all'uso calcistico, è stato scena delle Super League Grand Final di rugby a 13 dal 1998 e della finale di Coppa del Mondo di rugby a 13 due anni più tardi.
Una tribuna è dedicata a Sir Alec Ferguson: lo indica una scritta applicata sul cornicione della relativa copertura. Prima si chiamava North Stand, ma nel 2011 è stata rinominata per celebrare i 25 anni di Ferguson come manager del Manchester United.
Nel 2012 lo stadio è stato utilizzato anche per ospitare alcuni incontri preliminari di calcio delle Olimpiadi di Londra, sia nel torneo maschile che in quello femminile.
Inoltre, è stato pubblicato ufficialmente dai canali social della squadra, l'11 marzo 2025, che l'impianto verrà rinnovato con lavori di ristrutturazione e cambi strutturali. Il progetto vede come obbiettivo l'espansione dei posti a sedere passando dagli attuali 75.000 a un totale di circa 100.000 sedili. La ristrutturazione durerà un tempo previsto di circa 5 anni con un costo complessivo di 2 miliardi di sterline. Infine, il nuovo stadio è concepito come parte fondamentale di un più ampio progetto di riqualificazione dell'area di Trafford, che potrebbe prevedere anche finanziamenti pubblici. 

## Incontri di rilievo

### Mondiale 1966
- Portogallo 3-1  Ungheria - (gruppo 3, 13 luglio);
- Portogallo 3-0  Bulgaria - (gruppo 3, 16 luglio);
- Ungheria 3-1  Bulgaria - (gruppo 3, 20 luglio).

### Europeo 1996
- Germania 2-0  Rep. Ceca - (gruppo C, 9 giugno);
- Germania 3-0  Russia - (gruppo C, 15 giugno);
- Germania 0-0  Italia - (gruppo C, 19 giugno);
- Germania 2-1  Croazia - (quarti di finale, 22 giugno);
- Francia 0-0 d.t.s.; 5-6 d.c.r.  Rep. Ceca - (semifinale, 26 giugno).

### Olimpiadi 2012
Torneo maschile
- Emirati Arabi Uniti 1-2  Uruguay - (gruppo A, 26 luglio);
- Regno Unito 1-1  Senegal - (gruppo A, 26 luglio);
- Egitto 1-1  Nuova Zelanda - (gruppo C, 29 luglio);
- Brasile 3-1  Bielorussia - (gruppo C, 29 luglio);
- Giappone 3-0  Egitto - (quarti di finale, 4 agosto);
- Corea del Sud 0-3  Brasile - (semifinale, 7 agosto).

Torneo femminile
- Stati Uniti 1-0  Corea del Nord - (gruppo G, 31 luglio);
- Canada 3-4  Stati Uniti - (semifinale, 6 agosto).

### Champions League 2003
- Juventus 0-0 d.t.s.; 2-3 d.c.r.  Milan (28 maggio 2003).

### Supercoppa UEFA 1991
- Manchester Utd 1-0  Stella Rossa (19 settembre 1991).

## Altri usi
La Nazionale inglese di rugby a 15 ha disputato due incontri in tale impianto: nel 1997 contro la Nuova Zelanda durante il tour di fine anno degli All Blacks e nel 2009 contro l'Argentina durante il tour estivo inglese.
In quest'ultima occasione erano i Pumas a essere, formalmente, la squadra di casa, avendo scelto Manchester come sede dell'incontro interno (nel rugby a 15 le Nazionali dell'emisfero meridionale giocano in casa durante l'estate boreale, e sono in tour negli incontri di fine anno).